# Jerry Manuel
Jerry Manuel (né le 23 décembre 1953 à Hahira, Géorgie, États-Unis) est un joueur, instructeur et manager de baseball. 
Il fut joueur des Ligues majeures entre 1975 et 1982, instructeur pour plusieurs équipes dont les Expos de Montréal, puis manager des White Sox de Chicago de 1998 à 2003 et des Mets de New York de 2008 à 2010. 
En 2000 avec les White Sox, il est nommé manager de l'année dans la Ligue américaine de baseball.

## Joueur
Jerry Manuel est un choix de première ronde des Tigers de Detroit en 1972. Sa carrière en Ligue majeure est brève : il débute le 18 septembre 1975 et joue 60 parties en deux saisons avec les Tigers. Il s'aligne ensuite avec les Expos de Montréal, pour qui il joue 34 matchs en 1980 et 1981 après que l'équipe ait fait son acquisition des Tigers en retour du receveur Duffy Dyer. En mai 1982, Montréal le transfère aux Padres de San Diego pour le lanceur Kim Seaman, mais Manuel ne joue que deux matchs avec cette nouvelle équipe.
En 96 parties jouées réparties sur 5 saisons, ce joueur de deuxième but n'a totalisé que 127 présences au bâton, frappant dans une moyenne de ,150 avec 19 coups sûrs, 3 coups de circuit, 13 points produits, 14 points marqués et un but volé. Il joue dans 6 matchs éliminatoires pour les Expos de 1981, frappant un coup sûr en 16 apparitions au bâton.

## Instructeur et manager
Après sa retraite de joueur, Jerry Manuel est engagé comme recruteur pour les White Sox de Chicago en 1985.

### Expos de Montréal
En 1986, il revient chez les Expos de Montréal, cette fois comme joueur et instructeur des Indians d'Indianapolis, le club des ligues mineures de niveau AAA de la formation québécoise.
De 1987 à 1989, il est instructeur au niveau majeur chez les Expos et leurs clubs affiliés des mineures, étant responsable des joueurs d'avant-champ de l'équipe.
En 1990, Manuel devient manager pour la première fois alors qu'il prend les commandes des Expos de Jacksonville, le club-école AA des Expos de Montréal. Jacksonville remporte 84 victoires contre 60 défaites et Manuel est nommé manager de l'année dans la Ligue Southern.
L'année suivante, en 1991, il est manager dans le AAA avec les Indians d'Indianapolis. Il est appelé à revenir à Montréal en cours de saison et devient l'instructeur au troisième but des Expos, poste qu'il conserve jusqu'en 1996.

### Marlins de la Floride
En 1997, il est entraîneur adjoint à Jim Leyland sur le banc des Marlins de la Floride, qui remportent la Série mondiale.

### White Sox de Chicago
En décembre 1997, Jerry Manuel signe un contrat de plusieurs saisons avec les White Sox de Chicago, dont il devient le manager. À la mi-saison 1999, il est choisi par Joe Torre comme manager-adjoint de la Ligue américaine au match des étoiles. En 2000, les White Sox remporte 95 victoires et décrochent pour la première fois depuis 1993 le championnat de la division Centrale avec le meilleur dossier de l'Américaine et 20 victoires de plus que l'année précédente. Manuel est nommé manager de l'année dans la Ligue américaine de baseball.
Il demeure en poste jusqu'en 2003 avec le club, qui termine une fois en première place, quatre fois en seconde, et une fois en troisième position. En 971 matchs à la barre des Sox, son équipe a gagné 500 parties, pour un pourcentage de victoires de ,515. Manuel est remplacé par Ozzie Guillen après la saison 2003.

### Mets de New York
Manuel se joint aux Mets de New York en tant qu'instructeur au troisième but en 2005, puis est l'adjoint du manager Willie Randolph de 2006 à 2008. Le 17 juin 2008, il le remplace comme manager des Mets. Sous sa gouverne, l'équipe new-yorkaise maintient un dossier victoires-défaites de 55-38 mais échappe le premier rang au profit des Phillies de Philadelphie. En 2009, les Mets connaissent une saison difficile et comptent de nombreux joueurs blessés. Ils terminent au 4e rang de la division Est avec une piètre fiche de 70-92. Manuel est néanmoins confirmé dans ses fonctions de manager pour la saison 2010. Malgré un léger progrès (79 gains) en 2010, les Mets terminent à nouveau quatrièmes et Manuel est congédié dès le lendemain de la conclusion de la saison régulière, en même temps que le directeur-gérant Omar Minaya. Sous Manuel, la fiche des Mets est de 204-213, pour ,489 de pourcentage de victoires.

## Vie personnelle
Jerry Manuel est le beau-père de l'ancien joueur des Ligues majeures Rondell White. Il est le père du créateur de mode et de baskets Jerry Lorenzo.